# Château de Lauris
Le Château de Lauris est un monument historique de Vaucluse, situé dans la ville de Lauris.

## Histoire
Le site est inscrit monument historique par arrêté du 23 juin 2003.